# Matrículas automovilísticas de España

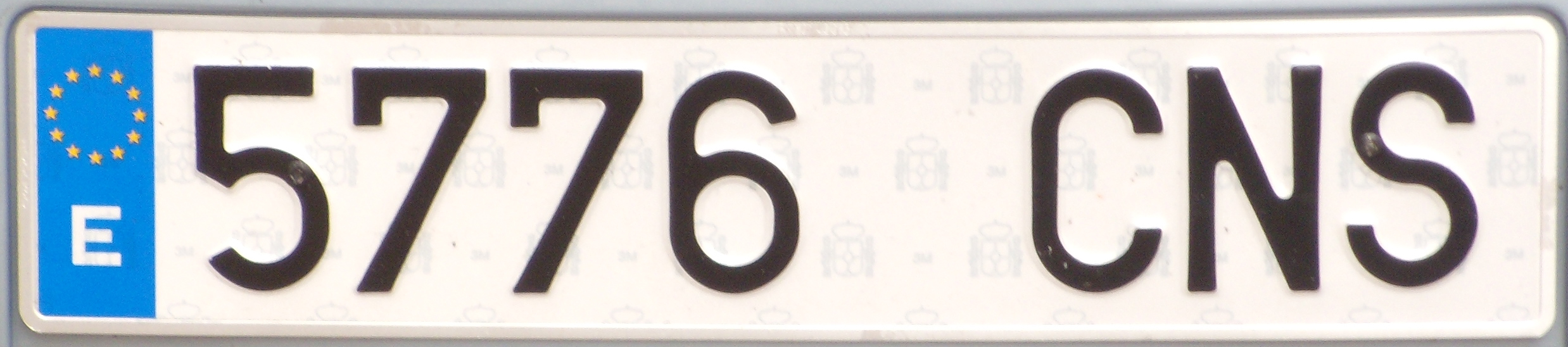
A partir del año 2000 las matrículas de todos los vehículos que se compren y circulen por la Unión Europea deben seguir el diseño desarrollado por la Comisión Europea

Las matrículas automovilísticas españolas se implantaron en el año 1900,  y desde entonces las placas han sido blancas y con caracteres negros. Se han usado tres sistemas: el provincial numérico, el provincial alfanumérico y el alfanumérico nacional. El primero se usó desde 1900 hasta 1971. El segundo, desde ese año hasta septiembre del año 2000, y el tercero es el que se mantiene hasta la actualidad, caracterizado por utilizar la eurobanda en la parte izquierda.

## Sistema actual

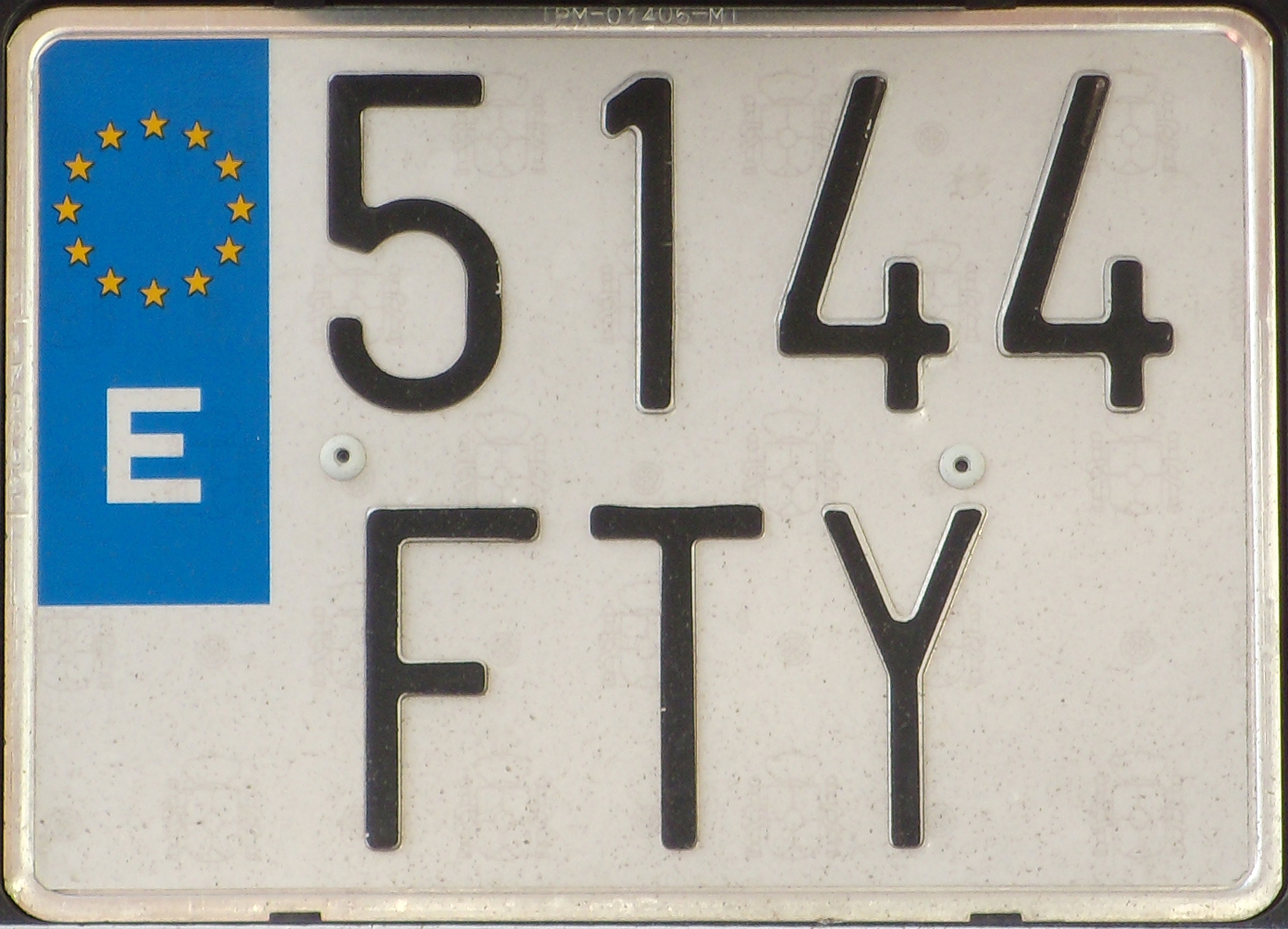
Matrícula actual para motocicletas con el diseño desarrollado por la Comisión Europea

El sistema actual de numeración de las matrículas utiliza el formato NNNN LLL donde 
- NNNN es un número secuencial de cuatro cifras desde el 0000 al 9999,
- LLL son tres letras secuenciales desde BBB hasta ZZZ que se incrementan cuando el número llega a 9999. Las letras utilizadas son las consonantes B, C, D, F, G, H, J, K, L, M, N, P, R, S, T, V, W, X, Y y Z.[7]

Este sistema permite tener hasta 80 millones de matrículas diferentes. En abril  de 2025 , las matrículas alcanzaron la serie de la letra N , que empieza con la combinación NBB. Las matrículas son blancas con letras negras, idénticas en la parte delantera y trasera del coche, con una banda azul en la izquierda que incluye las doce estrellas de la bandera de Europa y el distintivo E de España, siguiendo el formato europeo (matrículas de Europa).

## Historia
El sistema de matriculación a lo largo de la historia fue sufriendo cambiados en su evolución, primero con un sistema provincial numérico con tipografía gorda, que más tarde pasó a ser delgada y que la matrícula delantera era rectangular "alargada" mientras que la parte trasera era cuadrada, años más tarde la matrícula trasera pasa a ser igual a la delantera, luego llegaría un nuevo sistema provincial alfanumérico, que heredaría la misma tipografía al principio y posteriormente sobre 1986-1987 pasó a ser más grueso, se incluyeron escudos constitucionales y fondo blanco reflectante, por último llegaría el sistema actual europeo, denominado como sistema nacional. Las placas estaban realizadas en aluminio, pero sobre 2016-2017 también se empiezan a fabricar en material acrílico.   

### Sistema provincial numérico

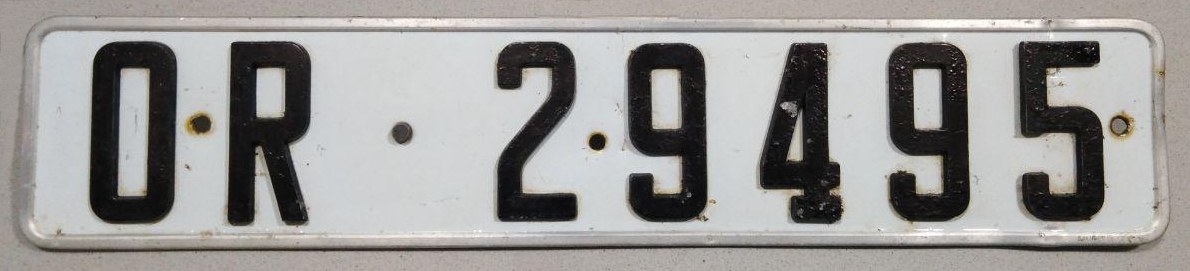
Matrícula provincial numérica de Orense.

El "Reglamento para el servicio de coches automóviles por las carreteras", aprobado el 17 de septiembre de 1900, ya obligaba a crear un registro provincial, aunque no determinó
un criterio fijo y uniforme; Palma de Mallorca empezó a usar matrículas el 31 de octubre de ese mismo año.
Este sistema de matriculación estaba formado por una, dos o tres letras que representaban a una provincia y hasta seis cifras de esta manera: XXX-000000 —sin ceros a la izquierda—, siendo normalizada por Real Orden de 24 de mayo de 1907 "Dictando las reglas a que han de ajustarse los automóviles para su circulación".
En el caso de Navarra, PA de Pamplona se sustituyó por NA de Navarra, y en el caso de Islas Baleares, PM de Palma de Mallorca por BA de Baleares, según Real Orden de 22 de julio de 1918, "Reglamento para la circulación para la circulación de vehículos de motor mecánico por las vías públicas de España".
Los códigos de las provincias que al principio tenían tres letras (ALB de Albacete, CAC de Cáceres, CAS de Castellón, SEG de Segovia y TER de Teruel) se sustituyeron en 1926 por códigos de dos letras (AB de Albacete, CC de Cáceres, CS de Castellón, SG de Segovia y TE de Teruel). Tras la reorganización de la provincia de Canarias en 2 nuevas provincias, Santa Cruz de Tenerife y Las Palmas, se normalizan sus códigos en TF y GC, en referencia a sus islas capitalinas, reemplazando al código TE, que desde entonces designa las matrículas de la provincia de Teruel.

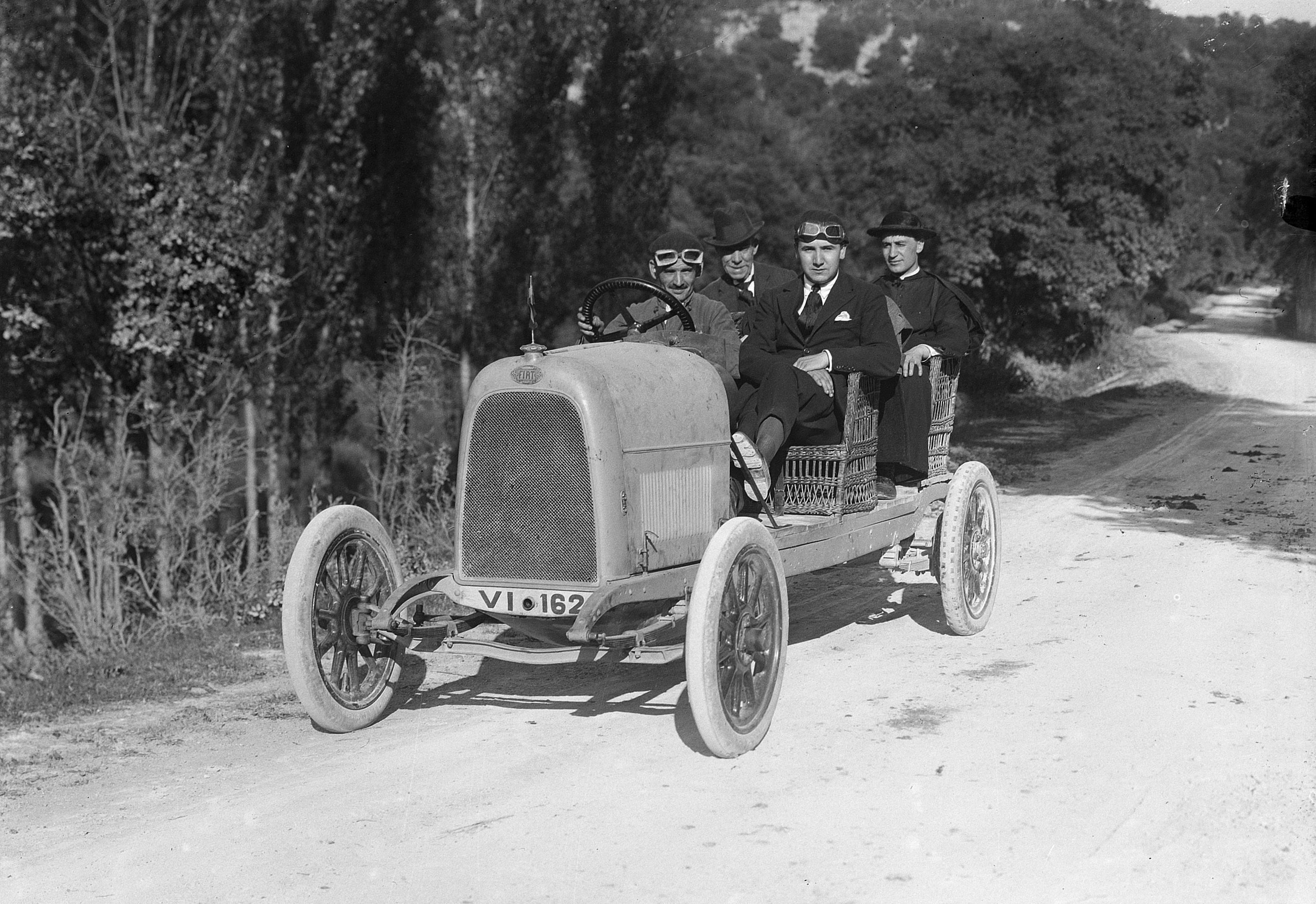
Un coche con matrícula VI-162, de Álava, concedida en el año 1921, en una fotografía de Enrique Guinea Maquíbar

Cuando las iniciales de los nombres de las provincias presentaban un parecido notable con las de otra, se utilizaba una sola letra para la provincia de mayor población y dos letras para las de menor (A de  Alicante frente a AL de  Almería; B de  Barcelona frente a BA de  Badajoz; C de  La Coruña frente a CO de  Córdoba; H de  Huelva frente a HU de  Huesca; L de  Lérida frente a LE de  León; M de  Madrid frente a MA de  Málaga...), aunque había algunas excepciones, como P de  Palencia frente a PO de  Pontevedra. Si la capital era heterónima con respecto a la provincia, se prefirieron las siglas de la capital (PM de Palma de Mallorca en lugar de Baleares; S de Santander en lugar de Cantabria; VI de Vitoria en lugar de Álava; BI de Bilbao en lugar de Vizcaya; SS de San Sebastián en lugar de Guipúzcoa), excepto en Canarias, donde prevaleció el nombre de la isla capitalina (GC y TF). 
Este sistema se acabó al acercarse la matriculación de Madrid al último número, M-999999. Se llegó hasta la matrícula M-960985 el 6 de octubre de 1971 y el vehículo con esa matrícula fue un Renault 8.
| Códigos provinciales del sistema provincial numérico (1907-1971) | Códigos provinciales del sistema provincial numérico (1907-1971) | Códigos provinciales del sistema provincial numérico (1907-1971)                     |
| Código                                                           | Territorio                                                       | Notas                                                                                |
| ---------------------------------------------------------------- | ---------------------------------------------------------------- | ------------------------------------------------------------------------------------ |
| A                                                                | Provincia de Alicante                                            | A-1, Faetón Motobloc, 21 de diciembre de 1907 A-169477                               |
| AL                                                               | Provincia de Almería                                             | AL-1, Turismo Aries, 20 de diciembre de 1907 AL-41832                                |
| ALB                                                              | Provincia de Albacete                                            | ALB-1, Sedán Charron, 12 de junio de 1908 Usada hasta 1926. Reemplazada por AB.      |
| AB                                                               | Provincia de Albacete                                            | Desde 1926. Reemplaza a ALB correlativamente. AB-43643                               |
| AV                                                               | Provincia de Ávila                                               | AV-1, Berlina Süddeutsche, julio de 1906 AV-15151                                    |
| B                                                                | Provincia de Barcelona                                           | B-1, Turismo Berliet, agosto de 1907 B-918387                                        |
| BA                                                               | Provincia de Badajoz                                             | BA-1, Turismo The Century, julio de 1903 BA-54650                                    |
| BI                                                               | Vizcaya (Capital: Bilbao)                                        | BI-1, Turismo Delahaye, febrero de 1902 BI-171342                                    |
| BU                                                               | Provincia de Burgos                                              | BU-1, Faetón Motobloc, febrero de 1908 BU-43013                                      |
| C                                                                | Provincia de La Coruña                                           | C-1, Turismo Decauville, diciembre de 1902 C-96074                                   |
| CA                                                               | Provincia de Cádiz                                               | CA-1, Turismo Darraqc, febrero de 1901 CA-95202                                      |
| CAC                                                              | Provincia de Cáceres                                             | CAC-1, Triciclo Clement, noviembre de 1900 Usada hasta 1926. Reemplazada por CC.     |
| CC                                                               | Provincia de Cáceres                                             | Desde 1926. Reemplaza a CAC correlativamente. CC-34632                               |
| CAS                                                              | Provincia de Castellón                                           | CAS-1, Omnibus Hispano-Suiza, abril de 1909 Usada hasta 1926. Reemplazada por CS.    |
| CS                                                               | Provincia de Castellón                                           | Desde 1926. Reemplaza a CAS correlativamente. CS-66651                               |
| CR                                                               | Provincia de Ciudad Real                                         | CR-1, Faetón Panhard, noviembre de 1907 CR-38983                                     |
| CO                                                               | Provincia de Córdoba                                             | CO-1, Torpedo Dion Bouton, junio de 1904 CO-87012                                    |
| CU                                                               | Provincia de Cuenca                                              | CU-1, Doble Faetón Bedford, agosto de 1911 CU-19728                                  |
| GE                                                               | Provincia de Gerona                                              | GE-1, Hispano Suiza, agosto de 1907 GE-105499                                        |
| GR                                                               | Provincia de Granada                                             | GR-1, Turismo Peugeot, junio de 1904 GR-67071                                        |
| GU                                                               | Provincia de Guadalajara                                         | GU-1, Omnibus Gagdeman, agosto de 1907 GU-19309                                      |
| H                                                                | Provincia de Huelva                                              | H-1, Torpedo Chenard Walker, 1906 H-34945                                            |
| HU                                                               | Provincia de Huesca                                              | HU-1, Landaulet Motobloc, julio de 1906 HU-38679                                     |
| J                                                                | Provincia de Jaén                                                | J-1, Camión Darracq, 1906 J-54929                                                    |
| L                                                                | Provincia de Lérida                                              | L-1, Motocicleta E. de la Cuadra, agosto de 1907 L-70917                             |
| LE                                                               | Provincia de León                                                | LE-1, Doble Faetón Darracq, julio de 1907 LE-59044                                   |
| LO                                                               | Provincia de Logroño (Actual La Rioja)                           | LO-1. Doble faetón Richart Brassier, noviembre de 1905 LO-32129                      |
| LU                                                               | Provincia de Lugo                                                | LU-1, Turismo A. Barrage, agosto de 1904 LU-32011                                    |
| M                                                                | Provincia de Madrid                                              | M-1, Turismo Panhard, agosto de 1907 M-960985                                        |
| MA                                                               | Provincia de Málaga                                              | MA-1, Turismo Oldsmobile, agosto de 1907 MA-105445                                   |
| MU                                                               | Provincia de Murcia                                              | MU-1, Torpedo Darracq, marzo de 1908 MU-126138                                       |
| O                                                                | Provincia de Oviedo (Actual Asturias)                            | O-1. Turismo Panhard-Levassor, 1905 O-153198                                         |
| OR                                                               | Provincia de Orense                                              | OR-1, Landaulet Mercedes, septiembre de 1906 OR-32017                                |
| P                                                                | Provincia de Palencia                                            |                                                                                      |
| PA                                                               | Navarra (Capital: Pamplona)                                      | PA-1, Peugeot, 1912 Usada hasta 1918. Reemplazada por NA.                            |
| NA                                                               | Navarra (Capital: Pamplona)                                      | Desde 1918. Reemplaza a PA correlativamente. NA-81717                                |
| PM                                                               | Islas Baleares (Capital: Palma de Mallorca)                      | PM-1, Cuadriciclo Clement, octubre de 1900 Usada hasta 1918. Reemplazada por BA.     |
| BA                                                               | Islas Baleares (Capital: Palma de Mallorca)                      | Desde 1918. Reemplaza a PM correlativamente. Usada hasta 1926. Reemplazada por PM.   |
| PM                                                               | Islas Baleares (Capital: Palma de Mallorca)                      | Desde 1926. Reemplaza a BA correlativamente. PM-167861                               |
| PO                                                               | Provincia de Pontevedra                                          | PO-1, Turismo Decauville, agosto de 1903 PO-83741                                    |
| S                                                                | Provincia de Cantabria (Capital: Santander)                      | S-1, Turismo Benz, junio de 1910 S-75873                                             |
| SA                                                               | Provincia de Salamanca                                           | SA-1, Doble faetón Torneau, diciembre de 1900                                        |
| SS                                                               | Guipúzcoa (Capital: San Sebastián)                               | SS-1, Doble faetón Renault, agosto de 1901 SS-111638                                 |
| SEG                                                              | Provincia de Segovia                                             | SEG-1, Turismo Herald, junio de 1910 Usada hasta 1926. Reemplazada por SG.           |
| SG                                                               | Provincia de Segovia                                             | Desde 1926. Reemplaza a SEG correlativamente. SG-18772                               |
| SE                                                               | Provincia de Sevilla                                             | SE-1, Turismo Renault, 1905 SE-190268                                                |
| SO                                                               | Provincia de Soria                                               | SO-1, Doble faetón C.V.R., agosto de 1908 SO-13645                                   |
| T                                                                | Provincia de Tarragona                                           | T-1, Doble faetón Opel, noviembre de 1911 T-80798                                    |
| TE                                                               | Provincia de Canarias (Capital insular: Tenerife)                | Usada hasta 1926. Reemplazada por GC y TF.                                           |
| GC                                                               | Provincia de Las Palmas (Capital insular: Gran Canaria)          | Desde 1926. Reemplaza a TE. GC-1. Carretela Benz, mayo de 1902 GC-77339              |
| TF                                                               | Provincia de Santa Cruz de Tenerife (Capital insular: Tenerife)  | Desde 1926. Reemplaza a TE. TF-1. Turismo Panhard, febrero de 1902 TF-75227          |
| TER                                                              | Provincia de Teruel                                              | TER-1, Doble faetón Opel, noviembre de 1911 Usada hasta 1926. Reemplazada por TE.    |
| TE                                                               | Provincia de Teruel                                              | Desde 1926. Reemplaza a TER correlativamente. TE-15685                               |
| TO                                                               | Provincia de Toledo                                              | TO-1, Omnibus Brillie, octubre de 1906 TO-41489                                      |
| V                                                                | Provincia de Valencia                                            | V-1, Sedán Peugeot, abril de 1902 V-298176                                           |
| VA                                                               | Provincia de Valladolid                                          | VA-1, Landauler Martini, enero de 1908 VA-61288                                      |
| VI                                                               | Álava (Capital: Vitoria)                                         | VI-1, Turismo Fiat, febrero de 1906. VI-35164                                        |
| Z                                                                | Provincia de Zaragoza                                            | Z-1, Turismo Clement-Bayard, junio de 1905 Z-107938                                  |
| ZA                                                               | Provincia de Zamora                                              | ZA-1, Turismo Dion Bouton, agosto de 1907 ZA-21812                                   |
| CE                                                               | Ceuta                                                            | CE-1, Turismo Mors, octubre de 1922 CE-11982                                         |
| ML                                                               | Melilla                                                          | ML-1, Torpedo Jeffery, abril de 1917. ML-11851                                       |
| AOE                                                              | África Occidental Española                                       | Usada hasta 1951. Reemplazada por I y SHA.                                           |
| FP                                                               | Fernando Poo                                                     | Usada desde 1961 a 1969. Reemplaza a TG.                                             |
| I                                                                | Provincia de Ifni                                                | Usada desde 1951 a 1961. Reemplazada por IF.                                         |
| IF                                                               | Provincia de Ifni                                                | Usada desde 1961 a 1969. Reemplaza a I.                                              |
| ME                                                               | Marruecos español                                                | Usada desde 1929 a 1956.                                                             |
| RM                                                               | Provincia de Río Muni                                            | Usada desde 1961 a 1969. Reemplaza a TG.                                             |
| SHA                                                              | Sahara español                                                   | Reemplaza a AOE. Usada desde 1951 hasta 1961. Reemplazada por SH.                    |
| SH                                                               | Sahara español                                                   | Usada hasta 1976. Reemplaza a SHA.                                                   |
| TA                                                               | Tánger                                                           | Usada durante la II Guerra Mundial desde 1940 a 1945.                                |
| TEG                                                              | Guinea Española                                                  | Usada hasta 1926. Reemplazada por TG.                                                |
| TG                                                               | Guinea Española                                                  | Desde 1926. Reemplaza a TEG correlativamente. Desde 1961 es reemplazada por FP y RM. |

### Sistema provincial alfanumérico

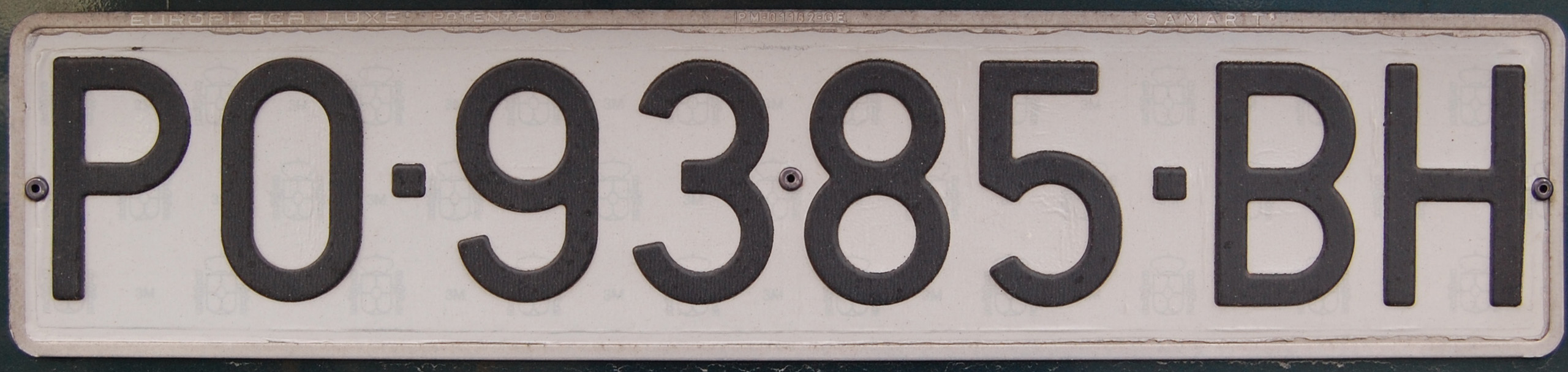
Matrícula provincial alfanumérica (Pontevedra).

El 7 de octubre de 1971 se reinició la numeración: se añadió una letra (excepto Ñ, Q y R para evitar confusiones) y se redujo el número de cifras a cuatro, XX-0000-A, y así sucesivamente hasta llegar a la Z; entonces se añadió una segunda letra, XX-0000-AB. Las letras del final excluían la Ñ, la Q y la R, y la segunda letra del final nunca utilizó las vocales A, E, I y O, pero sí la U. La terminación WC no se utilizó tampoco. Al igual que en 1971, poco antes de agotar el sistema en la provincia de Madrid con la matrícula M-9999-ZZ (se llegó hasta M-6814-ZX), se pasó al sistema actual.
En los últimos años en que estuvo vigente el uso de siglas provinciales, la Dirección General de Tráfico permitió, en el ámbito de la normalización lingüística con el resto de las lenguas cooficiales del Estado, que tanto las placas ya instaladas como las de nueva creación de tres provincias pudieran ser modificadas así: GE de Gerona por GI de Girona; OR de Orense por OU de Ourense; PM de Palma de Mallorca por IB de Islas Baleares.
Los vehículos matriculados desde 1971 hasta 1986 llevaban la antigua tipografía, de caracteres finos y coloquialmente llamada "grafía pre-86", pero desde esta fecha (a menos que aún quedasen tiendas o talleres con troqueles con los caracteres antiguos) todas las matrículas empezaron a llevar la nueva tipografía con caracteres gruesos, la cual se sigue utilizando actualmente. Aparte, en esa fecha también se hizo obligatorio que todas las matrículas tuviesen fondo reflectante y marcas de agua del escudo de España.
| Códigos provinciales del sistema provincial alfanumérico (1971-2000) | Códigos provinciales del sistema provincial alfanumérico (1971-2000) | Códigos provinciales del sistema provincial alfanumérico (1971-2000)                                                   |
| Código                                                               | Territorio                                                           | Notas |
| -------------------------------------------------------------------- | -------------------------------------------------------------------- | --- |
| A                                                                    | Alicante                                                             | |
| AB                                                                   | Albacete                                                             | |
| AL                                                                   | Almería                                                              | |
| AV                                                                   | Ávila                                                                | |
| B                                                                    | Barcelona                                                            | |
| BA                                                                   | Badajoz                                                              | |
| BI                                                                   | Vizcaya                                                              | |
| BU                                                                   | Burgos                                                               | |
| C                                                                    | La Coruña                                                            | |
| CA                                                                   | Cádiz                                                                | |
| CC                                                                   | Cáceres                                                              | |
| CS                                                                   | Castellón                                                            | |
| CE                                                                   | Ceuta                                                                | |
| CO                                                                   | Córdoba                                                              | |
| CR                                                                   | Ciudad Real                                                          | |
| CU                                                                   | Cuenca                                                               | |
| GC                                                                   | Las Palmas                                                           | |
| GE                                                                   | Gerona                                                               | Usada hasta 1992. Reemplazada por GI.                                                                                  |
| GI                                                                   | Gerona                                                               | Desde 1992. Reemplaza a GE correlativamente.                                                                           |
| GR                                                                   | Granada                                                              | |
| GU                                                                   | Guadalajara                                                          | |
| H                                                                    | Huelva                                                               | |
| HU                                                                   | Huesca                                                               | |
| PM                                                                   | Islas Baleares                                                       | Usada hasta 1996. Reemplazada por IB.                                                                                  |
| IB                                                                   | Islas Baleares                                                       | Desde 1996. Reemplaza a PM correlativamente.                                                                           |
| J                                                                    | Jaén                                                                 | |
| L                                                                    | Lérida                                                               | |
| LE                                                                   | León                                                                 | |
| LO                                                                   | La Rioja                                                             | Usada hasta 2000. Debería haber sido reemplazada por LR                                                                |
| LU                                                                   | Lugo                                                                 | |
| M                                                                    | Madrid                                                               | El 7 de octubre de 1971, en Madrid se matriculó el primer vehículo y fue un Renault R-4 F Blanco de gasolina, M-0000-A |
| MA                                                                   | Málaga                                                               | |
| ML                                                                   | Melilla                                                              | |
| MU                                                                   | Murcia                                                               | |
| NA                                                                   | Navarra                                                              | |
| O                                                                    | Asturias                                                             | |
| OR                                                                   | Orense                                                               | Usada hasta 1998. Reemplazada por OU.                                                                                  |
| OU                                                                   | Orense                                                               | Desde 1998. Reemplaza a OR correlativamente.                                                                           |
| P                                                                    | Palencia                                                             | |
| PO                                                                   | Pontevedra                                                           | |
| S                                                                    | Cantabria                                                            | |
| SA                                                                   | Salamanca                                                            | |
| SE                                                                   | Sevilla                                                              | |
| SG                                                                   | Segovia                                                              | |
| SH                                                                   | Sahara español                                                       | Usada hasta 1976. |
| SO                                                                   | Soria                                                                | |
| SS                                                                   | Guipúzcoa                                                            | |
| T                                                                    | Tarragona                                                            | |
| TE                                                                   | Teruel                                                               | |
| TF                                                                   | Santa Cruz                                                           | |
| TO                                                                   | Toledo                                                               | |
| V                                                                    | Valencia                                                             | |
| VA                                                                   | Valladolid                                                           | |
| VI                                                                   | Álava                                                                | |
| Z                                                                    | Zaragoza                                                             | |
| ZA                                                                   | Zamora                                                               | |

### Sistema nacional

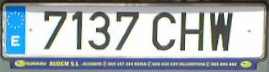
Matrícula nacional.

El 18 de septiembre de 2000 entró en vigor el actual sistema de numeración. Las  matrículas pasaron a constar de cuatro dígitos y tres letras consonantes (excepto las cinco vocales y las letras Ñ y Q, aunque se admitió la R, que no se usaba anteriormente porque estaba reservada para los remolques), asignadas a nivel nacional.
Este sistema eliminó por primera vez la referencia a la provincia de matriculación y se adjudicaban las matrículas por un sistema único en toda España. Esto evitó algunos problemas que surgían con los indicativos provinciales, por ejemplo, ante la dificultad de circular fuera de territorio vasco con matrículas de provincias vascas, ya que sus ocupantes eran objeto de frecuentes controles policiales y de suspicacias del resto de conductores debido al terrorismo de ETA. También eliminaba las dificultades al vender de segunda mano en una provincia diferente a aquella en la que se había matriculado, por aquello de las rencillas históricas entre las distintas regiones y provincias españolas. El vehículo conserva la matrícula hasta su desguace y no se vuelve a asignar a otro vehículo.

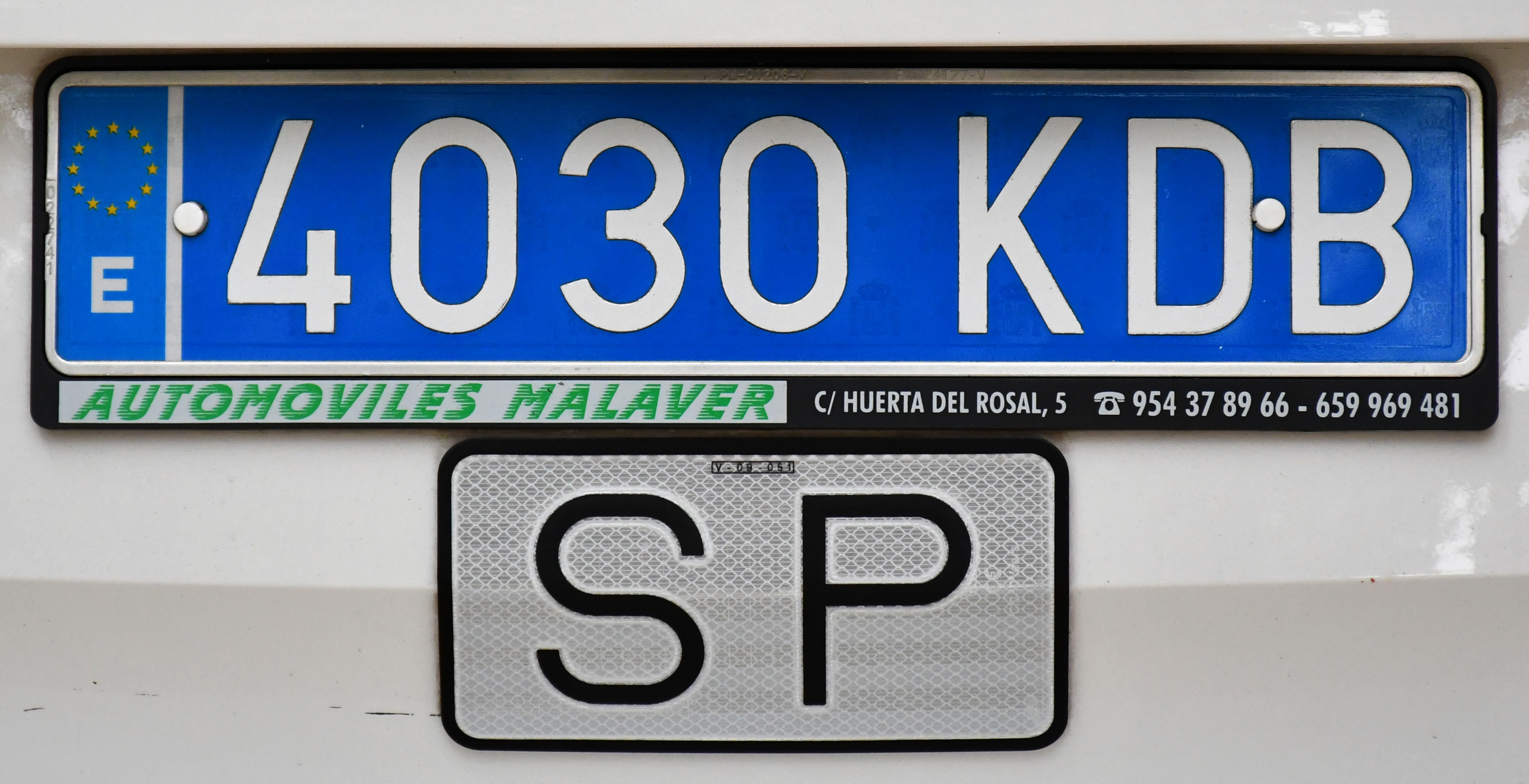
Matrícula trasera de taxi y VTC, azul desde 2018.

Todas las placas fabricadas después de esta fecha tienen la banda azul europea; por eso, también es posible ver matrículas de ninguna, una y dos letras con dicha banda, correspondientes a placas que se han puesto nuevas (pero manteniendo sus números y letras originales).
Los taxis y autobuses tienen otra placa además de la normal con las letras SP (servicio público). En 2018 se estableció que las placas traseras de taxis y vehículos VTC fueran azules con los caracteres blancos.
Los materiales de las primeras matrículas en España eran chapa con los números pegados. Luego llegarían las de chapa de aluminio por su facilidad para moldear el relieve de la numeración. En 2012 se introdujeron las placas de  metacrilato.

## Otras matrículas

### Ciclomotor

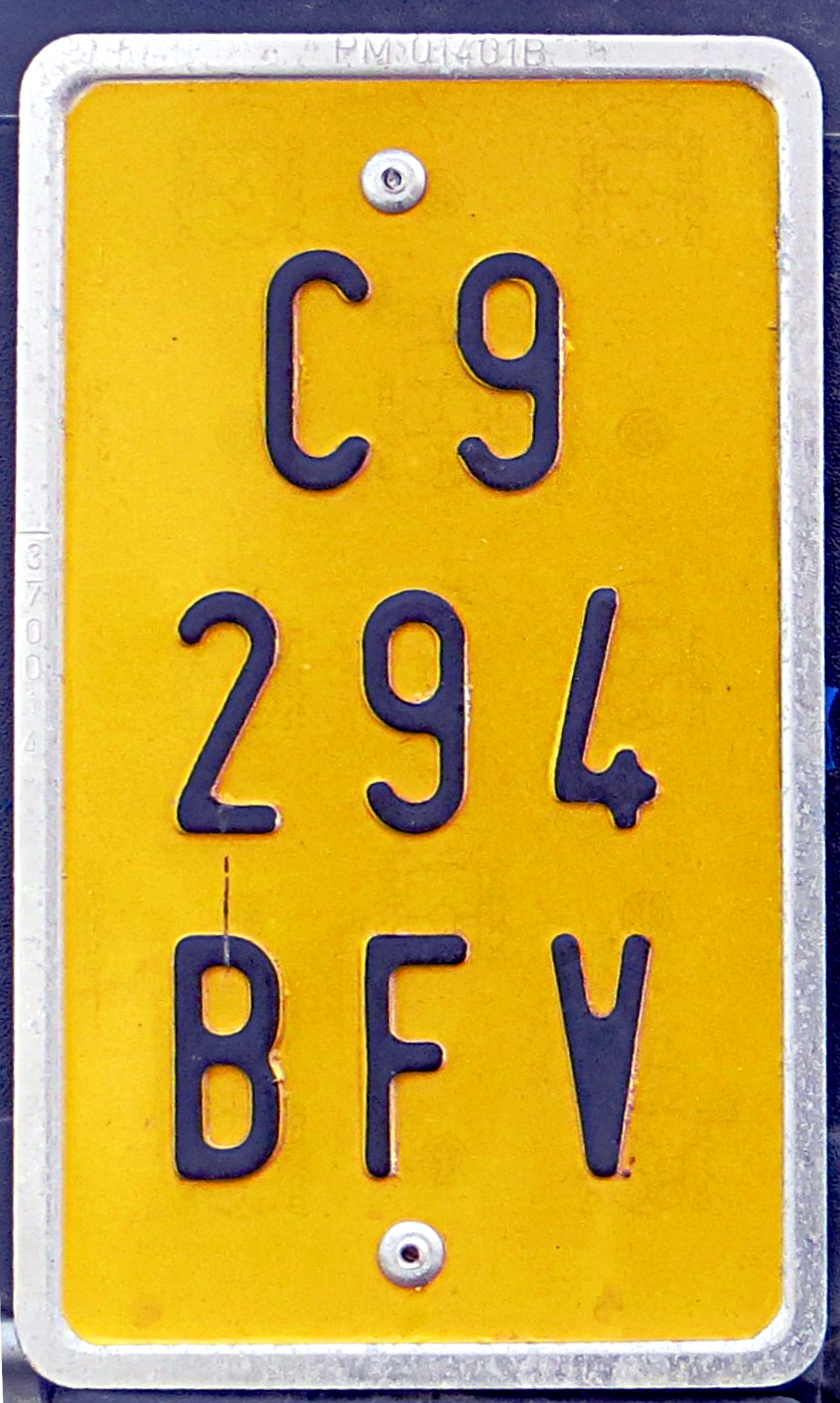
Matrícula de ciclomotor.

Los vehículos con motor de menos de 50 centímetros cúbicos utilizan su propio sistema de matriculación. Incluyen la letra C de ciclomotor, seguida de cuatro cifras y tres letras siguiendo el formato C 0000 BBB. El tipo de placa también es diferente a las convencionales siendo esta más pequeña y rectangular vertical de color amarillo con los caracteres en color negro.  No utilizan la banda de las matrículas europeas.

### Matrículas diplomáticas

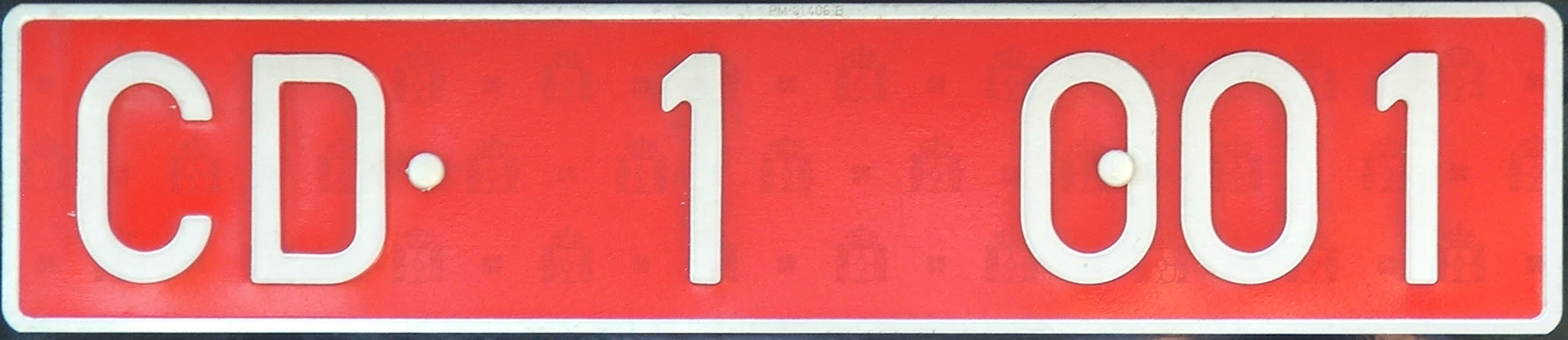
Matrícula diplomática.

Las matrículas diplomáticas son rojas, verdes, amarillas o azules con el formato LL XXX NNN donde
- LL son dos letras que indican el tipo de matrícula diplomática: CD para el cuerpo diplomático (color rojo), CC para el cuerpo consular (color verde), TA para técnicos administrativos (color amarillo) y OI para organismos internacionales (color azul),
- XXX son números que indican el país al que pertenecen,
- NNN son números que identifican el vehículo específico.[23]

### Matrículas turísticas

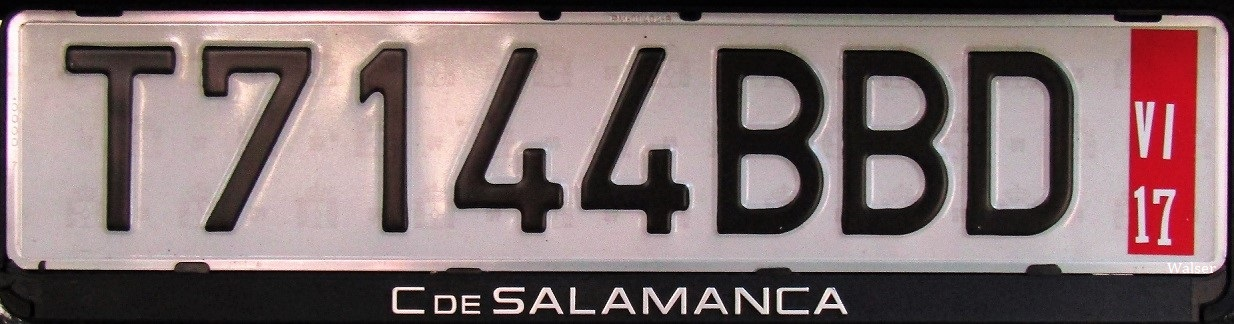
Matrícula turística.

Desde 1999 existía una matrícula turística, con formato T 0000 BBB, para importaciones temporales de vehículos, que tenía unos beneficios fiscales especiales. En julio de 2018 se dejaron de expedir matrículas turísticas y desde 2019 se considera extinguido. Este sistema se eliminó debido a la escasez de matriculaciones, que en 18 años de existencia alcanzó la matrícula T 8020 BBD.

### Matrículas temporales

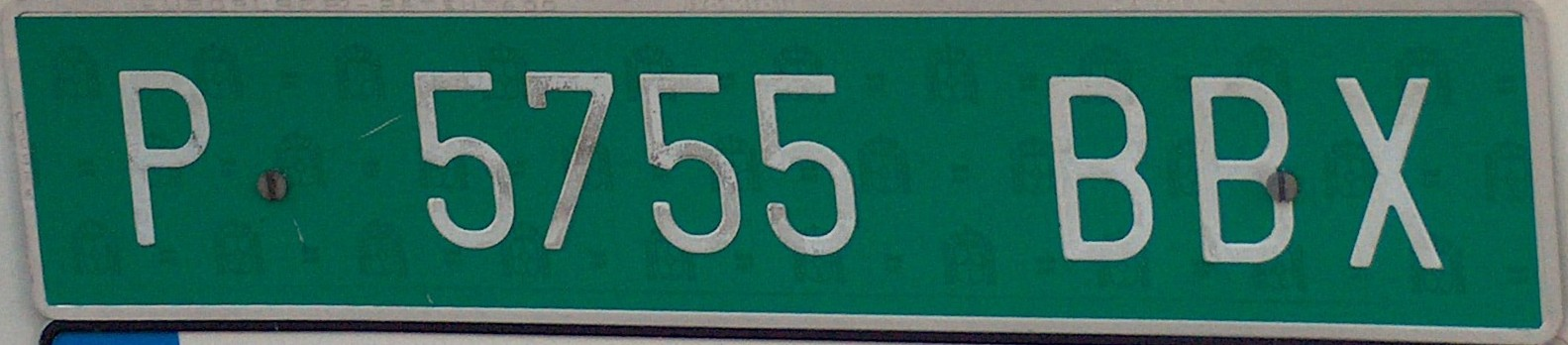
Matrícula temporal para particulares.

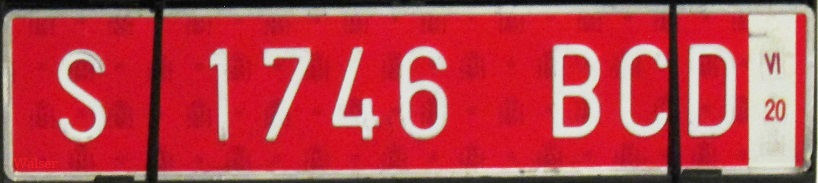
Matrícula temporal para empresas.

Las matrículas temporales para particulares permiten matricular un vehículo por un periodo máximo de 60 días para poder utilizarlo en la vía pública. Las matrículas temporales para particulares son de color verde con los caracteres de color blanco. Utilizan el formato P 0000 BBB.
Las matrículas temporales para empresas permiten matricular un vehículo por un periodo máximo de 1 año a empresas relacionadas con el propio vehículo tales como el fabricante, vendedor, distribuidor o laboratorio oficial de ensayos. Las matrículas temporales para empresas son de color rojo con los caracteres de color blanco y hay de dos tipos: las matrículas S para vehículos nuevos y las matrículas V para vehículos usados. Utilizan el formato S 0000 BBB o V 0000 BBB dependiendo del tipo de matrícula temporal para empresas.

### Vehículo histórico

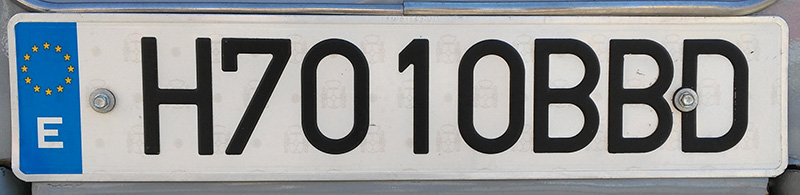
Matrícula de vehículo histórico.

En España un vehículo puede matricularse como histórico si tiene más de 30 años, su modelo ha dejado de fabricarse y está en estado original sin cambios fundamentales. Si el vehículo es histórico, y se ha matriculado con una placa de nuevo formato, aparece antes de los números una letra H en la placa con el formato H 0000 BBB. Los vehículos antiguos o de colección matriculados como históricos, en los que se desea respetar la matriculación antigua, deben llevar una placa adicional con la inscripción VH (vehículo histórico).
En el caso de ciclomotores históricos, la codificación alfanumérica sigue la misma serie que la del resto de vehículos históricos, pero el formato de la matrícula es igual a la estándar de ciclomotor con el fondo blanco en lugar de amarillo.

### Vehículo especial

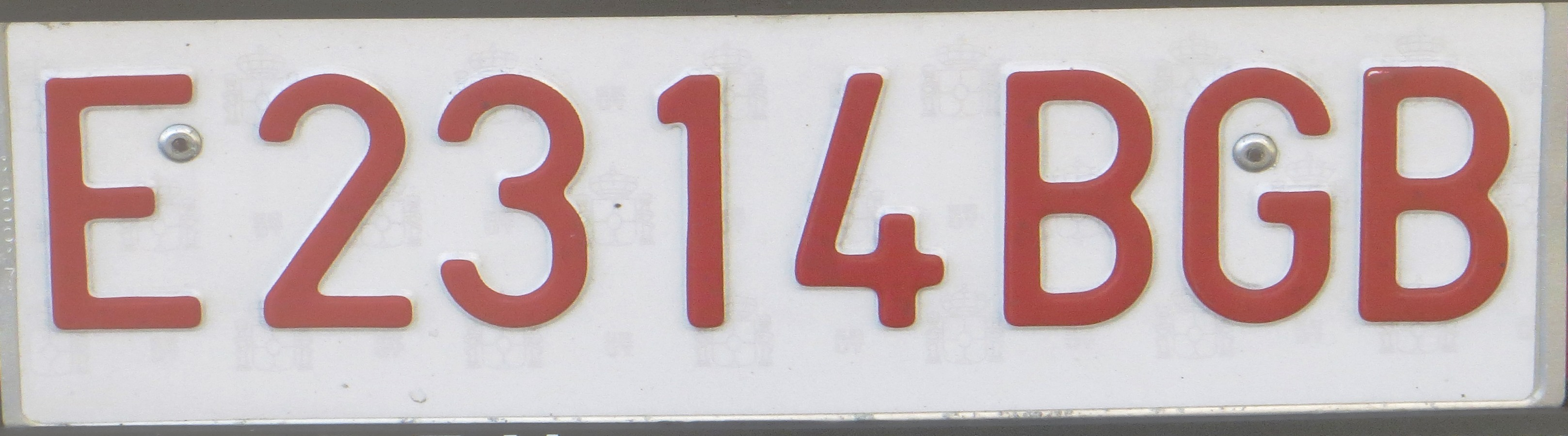
Matrícula de vehículo especial.

Los tractores agrícolas y otros vehículos especiales utilizan la matrícula de vehículo especial. Son de color blanco con los caracteres en color rojo. Utilizan la letra E (vehículo especial) y el resto de la numeración del tipo de placa convencional con el formato E 0000 BBB. En el antiguo sistema provincial utilizaban el formato XX-00000-VE. Al pasar al sistema nacional no fue necesario rematricularlas por lo que todavía existen en uso.

### Remolque

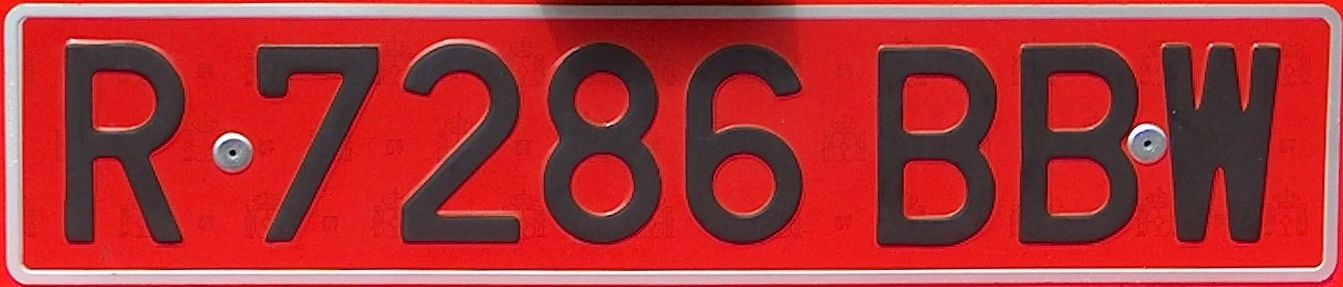
Matrícula de remolque.

Los semirremolques de camión y remolques de más de 750 kg de masa máxima autorizada (MMA) deben llevar dos matrículas: la matrícula del vehículo tractor y la matrícula específica del remolque. Los remolques de menos de 750 kg de MMA solamente llevan la matrícula del vehículo tractor. Las matrículas de remolque son de color rojo con los caracteres en color negro: R 0000 BBB. En el antiguo sistema provincial seguían el formato XX-00000-R. Al pasar al sistema nacional no fue necesario rematricularlas por lo que todavía existen en uso.

### Organismos
Algunos organismos tienen sus propias matrículas especiales. 
| Código | Organización o cuerpo                        | Notas                             | Imagen |
| ------ | -------------------------------------------- | --------------------------------- | ------ |
| CGPC   | Cuerpo General de la Policía Canaria         | Policía Autonómica de Canarias    |        |
| CME    | Cuerpo de los Mozos de Escuadra              | Policía Autonómica de Cataluña    |        |
| CNP    | Cuerpo Nacional de Policía (desde 2008)      | Policía Nacional                  |        |
| DGP    | Dirección General de la Policía (hasta 2008) | en desuso                         |        |
| E      | Ertzaintza                                   | Policía Autonómica del País Vasco |        |
| EA     | Ejército del Aire (Ministerio de Defensa)    |                                   |        |
| ET     | Ejército de Tierra (Ministerio de Defensa)   |                                   |        |
| FAE    | Fuerzas Aliadas en España                    | Cuarteles Generales de la OTAN    |        |
| FN     | Fuerzas Navales (Ministerio de Defensa)      |                                   |        |
| MF     | Ministerio de Fomento                        |                                   |        |
| MMA    | Ministerio de Medio Ambiente                 |                                   |        |
| MOP    | Ministerio de Obras Públicas                 | en desuso                         |        |
| PGC    | Parque de la Guardia Civil                   |                                   |        |
| PME    | Parque Móvil del Estado                      |                                   |        |
| PMM    | Parque Móvil Ministerial                     | en desuso                         |        |
| Corona | Casa Real Española                           |                                   |        |
| 1992   | Olimpiadas de Barcelona                      | Exclusivas de estos dos eventos   |        |
| 1992   | Expo de Sevilla                              | Exclusivas de estos dos eventos   |        |

#### Matrículas del Cuerpo General de la Policía Canaria
En 2017 se implementaron nuevas matrículas del Cuerpo General de la Policía Canaria. Este sistema de numeración de las matrículas utiliza el formato CGPC I NNN donde
- CGPC son las siglas del Cuerpo General de Policía Canaria (siempre está presente),
- I es un número que marca la isla del coche (por ejemplo, 3 es para Gran Canaria y 4 es para Tenerife),
- NNN son tres números secuenciales desde 000 hasta 999.

#### Matrículas para Barcelona '92 y Expo '92
En 1992 se utilizaron para las Olimpiadas de Barcelona y para la Expo de Sevilla unas matrículas especiales (válidas hasta finalizar el evento) que incluían el logotipo del evento con tres dígitos en negro sobre fondo blanco o una letra y dos números o un número y dos letras.

## Nacionalismo periférico

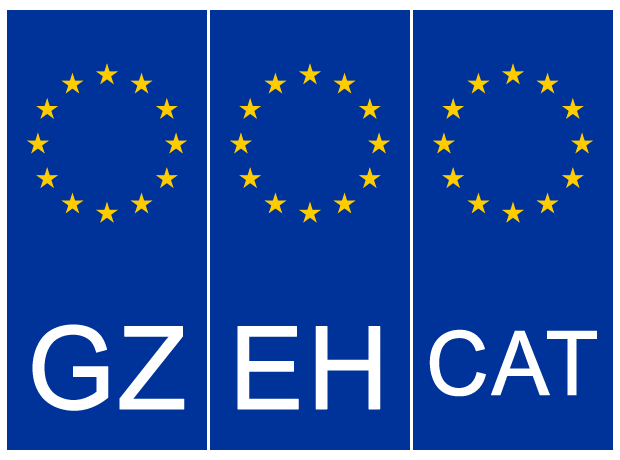
Pegatinas nacionalistas

Al producirse en 2000 el cambio al sistema actual de matrículas asignadas a nivel nacional, los partidos nacionalistas criticaron la eliminación del distintivo provincial. El presidente de la Generalidad de Cataluña, Jordi Pujol, consideró el cambio «grave e innecesario» y criticó la «falta de sensibilidad» del Gobierno de José María Aznar. El diputado de ERC, Joan Puigcercós, llamó a la insumisión contra las nuevas matrículas. Surgieron entonces pegatinas de la banda europea con la inscripción CAT de Cataluña en vez de la E de España. El presidente Pujol hizo colocarlas en los vehículos de la Generalidad aunque colocadas al lado de la matrícula sin taparla. En 2011, los Mozos de Escuadra advirtieron de que poner la pegatina sobre la propia matrícula era sancionable. Se ha multado a varias personalidades del nacionalismo por llevarlas, entre ellas Carles Campuzano (CiU) y Jordi Pujol Ferrusola.